# Sombreretillo
Sombreretillo är en ort i Mexiko.   Den ligger i kommunen Parras och delstaten Coahuila, i den centrala delen av landet, 700 km norr om huvudstaden Mexico City. Sombreretillo ligger 1 583 meter över havet och antalet invånare är 125.
Terrängen runt Sombreretillo är kuperad åt sydost, men åt nordväst är den platt. Runt Sombreretillo är det mycket glesbefolkat, med 3 invånare per kvadratkilometer. Närmaste större samhälle är La Presa, 6,3 km söder om Sombreretillo. Omgivningarna runt Sombreretillo är i huvudsak ett öppet busklandskap.